# Paradiso (La Rappresentante di Lista)
Paradiso è un singolo del gruppo musicale italiano La Rappresentante di Lista, pubblicato il 19 aprile 2024 come primo estratto dal quinto album in studio Giorni felici.

## Descrizione
Il brano è stato scritto e composto dal duo musicale nel distretto di Brooklyn a New York assieme al chitarrista Kit Conway e il cantautore Dimartino. Le registrazioni si sono invece svolte a Palermo agli Indigo Studios e presso lo Studio 13 di Damon Albarn a Londra.

## Accoglienza
Alessandro Alicandri di TV Sorrisi e Canzoni afferma che Paradiso ha fatto emergere «la loro anima più rock, che colpisce dopo anni di brani di singoli elettro-pop» trovandolo comunque in linea con la discografia. Alicandri scrive inoltre che similmente all'ultimo singolo elettropop Tilt con Zef, Marz ed Elisa, con Paradiso «incuriosiscono con la loro scrittura e la loro capacità ragionare fuori dagli schemi».

## Video musicale
Il video, reso disponibile nello stesso giorno, è stato diretto da Roberto Saku Cinardi.

## Tracce
Testi di Veronica Lucchesi, Dario Mangiaracina, Erika Lucchesi e Antonio Di Martino, musiche di Veronica Lucchesi, Dario Mangiaracina, Carmelo Drago, Roberto Calabrese, Kit Conway e Roberto Cammarata.
1. Paradiso – 3:30

## Formazione
Hanno partecipato alle registrazioni, secondo le note di copertina di Giorni felici:
Gruppo
- Veronica Lucchesi – voce, cori
- Dario Mangiaracina – voce, chitarra, basso elettrico, pianoforte, sintetizzatore, programmazioni elettroniche

Altri musicisti
- Roberto Calabrese – batteria, cori
- Carmelo Drago – basso, cori
- Kit Conway – chitarra, cori
- Donato Di Trapani – sintetizzatore, pianoforte
- Marco Romanelli – tamburello
- Erika Lucchesi – cori
- Marta Cannuscio – cori
- Giulia Mangiaracina – cori
- Mattia Šalgam Mari – cori
- Enrico Lupi – cori
- Elisa Pace – cori
- Okgiorgio – cori
- Simon Says Privitera – cori

Produzione
- Dario Mangaracina – produzione
- Marco Romanelli – registrazione
- Riccardo Damian – missaggio
- Giovanni Versari – mastering
- Francesco Vitaliti – registrazione aggiuntiva
- Simon Says Privitera – produzione aggiuntiva

## Riconoscimenti
- Videoclip Italia Awards
  - 2025 – Candidatura al migliore videoclip rock[7]
  - 2025 – Candidatura alla migliore scenografia
  - 2025 – Candidatura al miglior color granding
  - 2025 – Candidatura al migliore make-up & hair